# Koza Mostra
A Koza Mostra egy görög ska-punk együttes, akik Görögországot képviselték a 2013-as Eurovíziós Dalfesztiválon Malmőben. Az együttes hat tagból áll.
A görög közmédia, 2013-ban átadta az Eurovíziós nemzeti döntő szervezésének a lehetőségét a MAD TV nevű kereskedelmi csatornának. A 2013. február 18-án rendezett nemzeti döntőben az "Alcohol Is Free" (magyarul: Ingyen van az alkohol) című dalukkal, a négyfős mezőnyben győztek, így elnyerték a címet, hogy képviseljék Görögországot a 2013-as Eurovíziós Dalfesztiválon Svédországban. A produkcióban közreműködött a híres görög népdalénekes Agathon Iakovidis. A nemzetközi verseny döntőjében a hatodik helyen végeztek.

## Diszkográfia

### Albumok
- Keep Up The Rhythm (2013)

### Kislemezek
- Me Trela (2012)
- Desire (2012)
- Tora/Me Trela (2012; Dimos Anastasiadis közreműködésében)
- Alcohol Is Free (2013; Agathon Iakovidis közreműködésében)

## Fordítás
- Ez a szócikk részben vagy egészben  a   Koza Mostra című angol Wikipédia-szócikk fordításán alapul.  Az eredeti cikk szerkesztőit annak laptörténete sorolja fel. Ez a jelzés csupán a megfogalmazás eredetét és a szerzői jogokat jelzi, nem szolgál a cikkben szereplő információk forrásmegjelöléseként.

## Lásd még
- 2013-as Eurovíziós Dalfesztivál
- Alcohol Is Free
- Görögország az Eurovíziós Dalfesztiválokon